# John Blaha
John Elmer Blaha (San Antonio, 26 agosto 1942) è un ex astronauta statunitense.
È un veterano dello spazio, con 6 missioni dello Space Shuttle e una permanenza sulla stazione spaziale Mir.